# Láczay Szabó László
Láczay Szabó László, (Sárospatak, 1845. április 28. – Erdőbénye, 1906. augusztus 22.) jogász, szőlőbirtokos, a filoxéravész utáni tokaj-hegyaljai szőlőrekonstrukció kiemelkedő szervezője, a Láczay család tagja.

## Életpályája
Jogi végzettséget szerzett, majd megyei hivatalokat vállalt. Emellett apjától örökölt szőlőbirtokán gazdálkodott, amelyet Tokaj-hegyalja egyik legnagyobb szőlőültetvényeként tartottak számon. A Magyar Szőlősgazdák Országos Egyesületének alapító tagja, a Zemplén-vármegyei Gazdasági Egyesület Borászati Szakosztályának elnöke volt. Mint a tokaj-hegyaljai bor minőségének javításán fáradozó szőlőbirtokos, nem csak a régi jól bevált módszereket alkalmazta, hanem számos újítással is kísérletezett. Széles körben népszerűsítette és terjesztette Tokaj-hegyalján a zöldoltást, amit ezért még az 1950-es években is "Láczay oltásnak" nevezett a helyi népnyelv.
Egyik újítását, a hézagos fásoltást, amely az 1900. évi párizsi világkiállításon is nagy figyelmet keltett, Magyarországon és más szőlőtermesztő országokban is szabadalmaztatta. A filoxéravész utáni tokaj-hegyaljai rekonstrukciónak egyik fő szervezője volt.

## Főbb munkái
- A metszés kérdése Tokaj-hegyalja szempontjából. (Sátoraljaújhely, 1898.)
- Útmutató hézagos oltványok készítésére. (Sárospatak, 1901.)
- A tokaji borvidék részére alkotandó rendszabályok tervezete. (Sátoraljaújhely, 1904.)

## Emlékezete
Sárospatakon utcát neveztek el róla.